# Io, Pinocchio
Io, Pinocchio è il quarto album di inediti di Heather Parisi, pubblicato dalla Mercury Records nel 1991.
Nell'album è contenuta la canzone Pinocchio, sigla della trasmissione televisiva Ciao Weekend, scritta da Pino Daniele e la sigla di chiusura Finché musica ci legherà, scritta da Mino Vergnaghi. 
Con un look curato da Valentino, la show girl presenta i brani dell'album nel corso delle puntate.

## Tracce
1. Pinocchio
2. Non cambierai
3. Fatti miei
4. Pantera
5. Finché musica ci legherà
6. Se te ne vai
7. Che maniere
8. Lucida follia